# Unterseeboot 65 (1940)

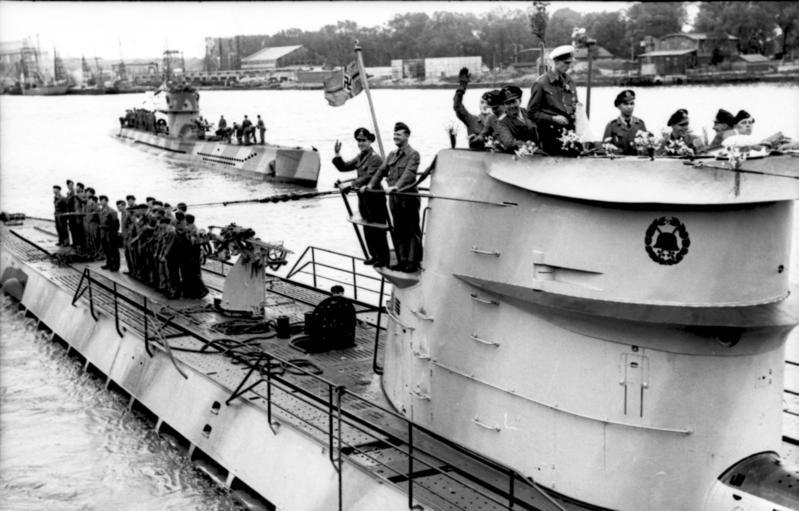

Pour les articles homonymes, voir Unterseeboot 65.
L'Unterseeboot 65 (ou U-65) est un sous-marin allemand U-Boot de type IX.B de la Kriegsmarine de la Seconde Guerre mondiale.

## Historique
Mis en service le 15 février 1940, l'U-65 quitte Wilhelmshaven en Allemagne pour sa première patrouille sous les ordres du Kapitänleutnant Hans-Gerrit von Stockhausen le 9 avril 1940. Après trente-six jours de croisière, il rentre bredouille à son port d'attache le 14 mai 1940.
Sa deuxième patrouille se déroule du 8 juin au 7 juillet 1940, soit pendant trente jours. Il coule deux navires pour un total de 8 188 tonneaux et en endommage deux autres pour un total de 13 958 tonneaux. Ces résultats valent à Hans-Gerrit von Stockhausen d'être récompensé de la Croix de fer 1re classe
Il quitte Wilhelmshaven	le 8 août 1940 pour sa troisième patrouille : rejoindre son nouveau port d'attache, la base sous-marine de Lorient qu'il atteint le 19 août 1940 après douze jours en mer. Deux jours plus tard, il quitte Lorient pour rejoindre le 22 août 1940 la base sous-marine de Brest.
Sa quatrième patrouille se déroule du 28 août au 25 septembre 1940, soit vingt-neuf jours en mer. Il coule deux navires pour un total de 10 192 tonneaux et retrouve Lorient.
Sa cinquième patrouille, du 15 octobre 1940 au 10 janvier 1941, soit 88 jours en mer s'avère à la fois la plus longue et la plus victorieuse avec huit navires coulés pour un total de 47 794 tonneaux et un navire endommagé de 8 532 tonneaux. Pendant cette mission, le Kapitänleutnant Hans-Gerrit von Stockhausen est promu le 1er novembre 1940 au grade de Korvettenkapitän. De retour à Lorient quatre jours plus tard, il reçoit la Croix de chevalier de la Croix de fer.
Le 24 mars 1941, le Korvettenkapitän Hans-Gerrit von Stockhausen cède le commandement de l'U-65 au kapitänleutnant Joachim Hoppe. Il reçoit le commandement de la 26. Unterseebootsflottille à Pillau.
L'U-65 reprend la mer le 12 avril 1941 pour sa sixième patrouille. Au terme de dix-sept jours en navigation, il est coulé le 28 avril 1941 dans l'Atlantique nord au sud-est de l'Islande par des charges de profondeur lancées du destroyer britannique HMS Douglas à la position géographique de 59° 51′ N, 15° 30′ O. Les cinquante membres d'équipage meurent dans cette attaque.

## Affectations
- 2. Unterseebootsflottille du 15 février 1940 au 1er avril 1940 à Wilhelmshaven pendant sa période de formation
- 2. Unterseebootsflottille du 1er avril 1940 au 28 avril 1941 à la base sous-marine de Lorient en tant qu'unité combattante

## Commandement
- Korvettenkapitän Hans-Gerrit von Stockhausen du 15 février 1940 au 24 mars 1941
- Kapitänleutnant Joachim Hoppe du 25 mars 1941 au 28 avril 1941

## Patrouilles
|       | Commandant                         | Départ          | Départ        | Arrivée           | Arrivée       | Jours     | Succès   |
| ----- | ---------------------------------- | --------------- | ------------- | ----------------- | ------------- | --------- | -------- |
| 1     | Kptlt. Hans-Gerrit von Stockhausen | 9 avril 1940    | Wilhelmshaven | 14 mai 1940       | Wilhelmshaven | 36 jours  |          |
| 2     | Kptlt. Hans-Gerrit von Stockhausen | 8 juin 1940     | Wilhelmshaven | 7 juillet 1940    | Wilhelmshaven | 30 jours  | 22 146   |
| 3     | Kptlt. Hans-Gerrit von Stockhausen | 8 août 1940     | Wilhelmshaven | 19 août 1940      | Lorient       | 12 jours  |          |
|       | Kptlt. Hans-Gerrit von Stockhausen | 21 août 1940    | Lorient       | 22 août 1940      | Brest         | 2 jours   |          |
| 4     | Kptlt. Hans-Gerrit von Stockhausen | 28 août 1940    | Brest         | 25 septembre 1940 | Lorient       | 29 jours  | 10 192   |
| 5     | Kptlt. Hans-Gerrit von Stockhausen | 15 octobre 1940 | Lorient       | 10 janvier 1941   | Lorient       | 88 jours  | 56 326   |
| 6     | Kptlt. Joachim Hoppe               | 11 juin 1942    | Lorient       | 28 avril 1941     | Coulé         | 17 jours  |          |
| Total | Total                              | Total           | Total         | Total             | Total         | 212 jours | 88 664 t |

Note : Kptlt. = Kapitänleutnant

## Navires coulés
- L'U-65 a coulé 12 navires pour un total de 66 174 tonneaux et endommagé 3 autres navires pour un total de 22 490 tonneaux au cours des 6 patrouilles qu'il effectua.

| Date              | Nom             | Nationalité | Tonnage (GRT) | Fait      |
| ----------------- | --------------- | ----------- | ------------- | --------- |
| 21 juin 1940      | Bernice         | Pays-Bas    | 1 177         | Coulé     |
| 22 juin 1940      | Monique         | France      | 7 011         | Coulé     |
| 30 juin 1940      | Clan Ogilvy     | Royaume-Uni | 5 802         | Endommagé |
| 1er juillet 1940  | Amstelland      | Pays-Bas    | 8 156         | Endommagé |
| 15 septembre 1940 | Hird            | Norvège     | 4 950         | Coulé     |
| 17 septembre 1940 | Treganna        | Royaume-Uni | 5 242         | Coulé     |
| 16 décembre 1939  | Lister          | Suède       | 1 366         | Coulé     |
| 15 novembre 1940  | Havbør          | Norvège     | 7 614         | Coulé     |
| 15 novembre 1940  | Kohinur         | Royaume-Uni | 5 168         | Coulé     |
| 16 novembre 1940  | Fabian          | Royaume-Uni | 1 296         | Coulé     |
| 18 novembre 1940  | Congorian       | Royaume-Uni | 5 065         | Coulé     |
| 21 décembre 1940  | Charles Pratt   | Panama      | 8 982         | Coulé     |
| 24 décembre 1940  | British Premier | Royaume-Uni | 5 872         | Coulé     |
| 27 décembre 1940  | Risanger        | Norvège     | 5 455         | Coulé     |
| 31 décembre 1940  | British Zeal    | Royaume-Uni | 8 532         | Endommagé |
| 2 janvier 1941    | Nalgora         | Royaume-Uni | 6 579         | Coulé     |

## Sources
- (en) Cet article est partiellement ou en totalité issu de l’article de Wikipédia en anglais intitulé « German submarine U-65 (1940) » (voir la liste des auteurs).